# 브루나이 화폐위원회
브루나이 화폐위원회(말레이어: Bank Pusat Brunei Darussalam, 영어: Brunei Darussalam Central Bank, 약칭: BDCB)은 브루나이의 중앙은행이자 금융 규제 기관이다. 화폐 발행뿐만 아니라 화폐, 은행, 보험, 증권, 금융 분야 전반에 관한 다양한 법령을 관리한다.